# Контрвипади 29-30 квітня
Контрвипади 29-30 квітня — бойове зіткнення, що сталося з 29-30 квітня 2018 року неподалік сирійського міста Дайр-ез-Заур та нохії Касра в якому курдські формування повернули під свій контроль захоплені російсько-асадівською групою 4 поселення на сході Євфрату.

## Передумови
Після осіннього взяття під контроль центру провінції Дайр-ез-Заур, сирійські проурядові сили та опозиційні курдські формування проводили поступові, локальні наступальні дії із витіснення рештків терористів ІДІЛ в цій східній провінції Сирії. Оскільки деморалізовані та виснажені терористи майже без опору віддавали захоплені поселення та тікали на південь провінції, то наступальні сили (проурядові та курдські) поступово захопили майже всю територію та розмістилися по межі розмежування (ріка Євфрат), обумовленій попередньо їхніми політичними кураторами (російсько-американськими). Відтак, наприкінці 2017 року на східному театрі сирійської війни панувало відносне затишшя, зумовлене перегрупуванням сил, наведенням адміністративного впливу та зміни стратегії.

### Економічна складова військової кампанії
Оскільки після захоплення Дайр-ез-Заур, проурядові війська майже без бою отримали решту території на захід від Євфрату, бо рештки ІДІЛу перегрупувалися поближче до кордону з Іраком (в зоні впливу курдсько-американської коаліції), сирійські військові та їх поплічники заходились розв'язувати локальні питання (політичні, адміністративні та економічні). Такі їхні дії стали черговим підтвердженням того, що в сирійському конфлікті переплелися: етнічні, економічні та політичні мотиви багатьох не сирійських гравців, які тепер маніпулюють цим конфліктом у своїх меркантильних інтересах[джерело?].
За даними російського видання «Фонтанка» в 2016 році російська компанія «Європоліс», пов'язана з російським олігархом Євгеном Пригожиним, що фінансує ПВК «Вагнера», уклала договір з режимом Ассада про те, що компанія отримуватиме 25 % від доходів з нафтових родовищ, звільнених від ІДІЛ. Проте більшість сирійських нафтових родовищ знаходяться на лівому березі річки Євфрат, в районах, які опинились під контролем підтримуваних США Сирійських демократичних сил.